# Fouad Bachirou
Fouad Bachirou (Valence, 15 aprile 1990) è un calciatore francese naturalizzato comoriano, centrocampista del Matlock Town.

## Carriera

### Club
Bachirou è passato nel 2006 dalle giovanili dell'USA Clichy a quelle del Paris Saint-Germain. Due anni dopo entra a far parte della squadra riserve dello stesso club parigino, disputando due Championnat de France amateur. Durante questo periodo segna un'unica rete contro lo UJA Maccabi Paris Métropole. Talvolta ha avuto la possibilità di allenarsi anche con la prima squadra nel periodo in cui alla guida tecnica c'era Paul Le Guen, cosa che non si è replicata sotto la gestione di Antoine Kombouaré.
Nel luglio del 2010 (dopo un provino andato a buon fine) ha firmato il suo primo contratto fuori dai confini francesi, trasferendosi al Greenock Morton nella seconda serie scozzese. Sul finire della seconda stagione in Scozia, Bachirou ha annunciato che di lì a poco avrebbe cambiato squadra. Nonostante ciò, il 17 agosto 2012 è stato ufficializzato proprio il suo ritorno al Greenock Morton, ritornando così nella sua precedente squadra nonostante un'offerta da parte dell'Hamilton che militava nello stesso campionato. Nel settembre 2013 ha firmato un rinnovo contrattuale valido fino al termine della stagione 2014-2015.
Nell'agosto del 2014 il giocatore comoriano si è trasferito nel secondo campionato svedese con la complicità dello scozzese Billy Reid, ex allenatore dell'Hamilton che nel frattempo era passato all'Östersund nel ruolo di assistente di Graham Potter.  Al termine della Superettan 2015 la squadra viene promossa in Allsvenskan per la prima volta nella storia, con Bachirou che è risultato il giocatore più presente tra i suoi con 29 partite giocate su 30. Sul finire di stagione ha anche rinnovato di un anno il proprio contratto, potendo così debuttare nel massimo campionato svedese.
Nel gennaio 2018, nonostante la cavalcata da vice capitano dell'Östersund in Europa League (a partire dal secondo preliminare vinto contro il Galatasaray, fino ai sedicesimi di finale ancora da disputarsi contro l'Arsenal), Bachirou ha chiesto e ottenuto la cessione ai campioni di Svezia del Malmö FF che erano interessati a lui. In maglia azzurra è rimasto complessivamente per circa due stagioni e mezzo, durante le quali ha totalizzato 58 presenze in campionato, oltre ad aver partecipato a due edizioni dell'Europa League.
Il 26 agosto 2020 è stata ufficialmente annunciata la sua cessione dal Malmö agli inglesi del Nottingham Forest per una cifra riportata sui media intorno ai 7 milioni di corone svedesi, poco meno di 700.000 euro.
Il 16 agosto 2021 viene ceduto a titolo definitivo ai ciprioti dell'Omonia.

### Nazionale
Nonostante sia nato in Francia, Bachirou ha potuto giocare nella Nazionale delle Comore per via delle origini della madre. Ha giocato la sua prima partita in Nazionale il 5 marzo 2014 a Marsiglia, nell'amichevole pareggiata 1-1 contro il Burkina Faso.

## Statistiche

### Presenze e reti nei club
Statistiche aggiornate al 23 dicembre 2023.
| Stagione                     | Squadra                      | Campionato                   | Campionato | Campionato | Coppe nazionali | Coppe nazionali | Coppe nazionali | Coppe continentali | Coppe continentali | Coppe continentali | Altre coppe | Altre coppe | Altre coppe | Totale | Totale |
| Stagione                     | Squadra                      | Comp                         | Pres       | Reti       | Comp            | Pres            | Reti            | Comp               | Pres               | Reti               | Comp        | Pres        | Reti        | Pres   | Reti   |
| ---------------------------- | ---------------------------- | ---------------------------- | ---------- | ---------- | --------------- | --------------- | --------------- | ------------------ | ------------------ | ------------------ | ----------- | ----------- | ----------- | ------ | ------ |
| 2008-2009                    | Paris Saint-Germain 2        | CFA                          | 12         | 1          | -               | -               | -               | -                  | -                  | -                  | -           | -           | -           | 12     | 1      |
| 2009-2010                    | Paris Saint-Germain 2        | CFA                          | 10         | 0          | -               | -               | -               | -                  | -                  | -                  | -           | -           | -           | 10     | 0      |
| Totale Paris Saint-Germain 2 | Totale Paris Saint-Germain 2 | Totale Paris Saint-Germain 2 | 22         | 1          |                 | -               | -               |                    | -                  | -                  |             | -           | -           | 22     | 1      |
| 2010-2011                    | Greenock Morton              | SFD                          | 19         | 0          | SC+CdL          | 4+1             | 0               | -                  | -                  | -                  | SCC         | 2           | 0           | 26     | 0      |
| 2011-2012                    | Greenock Morton              | SFD                          | 30         | 1          | SC+CdL          | 2+1             | 0               | -                  | -                  | -                  | SCC         | 3           | 0           | 36     | 1      |
| 2012-2013                    | Greenock Morton              | SFD                          | 33         | 1          | SC+CdL          | 4+1             | 0               | -                  | -                  | -                  | SCC         | 0           | 0           | 38     | 1      |
| 2013-2014                    | Greenock Morton              | SC                           | 35         | 0          | SC+CdL          | 1+4             | 0               | -                  | -                  | -                  | SCC         | 1           | 0           | 41     | 0      |
| Totale Greenock Morton       | Totale Greenock Morton       | Totale Greenock Morton       | 117        | 2          |                 | 18              | 0               |                    | -                  | -                  |             | 6           | 0           | 141    | 2      |
| 2014                         | Östersund                    | S1                           | 10         | 0          | CS              | 1               | 0               | -                  | -                  | -                  | -           | -           | -           | 11     | 0      |
| 2015                         | Östersund                    | S1                           | 29         | 0          | CS              | 1               | 0               | -                  | -                  | -                  | -           | -           | -           | 30     | 0      |
| 2016                         | Östersund                    | A                            | 22         | 1          | CS              | 5               | 0               | -                  | -                  | -                  | -           | -           | -           | 27     | 1      |
| 2017                         | Östersund                    | A                            | 25         | 1          | CS              | 1               | 0               | UEL                | 12                 | 1                  | -           | -           | -           | 38     | 2      |
| Totale Östersund             | Totale Östersund             | Totale Östersund             | 86         | 2          |                 | 8               | 0               |                    | 12                 | 1                  |             | -           | -           | 106    | 3      |
| 2018                         | Malmö FF                     | A                            | 22         | 0          | CS+CS           | 6+4             | 0               | UEL+UEL            | 5+10               | 0                  | -           | -           | -           | 47     | 0      |
| 2019                         | Malmö FF                     | A                            | 24         | 0          | CS              | 5               | 1               | UEL                | 14                 | 0                  | -           | -           | -           | 43     | 1      |
| gen.-ago. 2020               | Malmö FF                     | A                            | 12         | 0          | CS              | 0               | 0               | UEL                | 0                  | 0                  | -           | -           | -           | 12     | 0      |
| Totale Malmö FF              | Totale Malmö FF              | Totale Malmö FF              | 58         | 0          |                 | 15              | 1               |                    | 29                 | 0                  |             | -           | -           | 102    | 1      |
| 2020-2021                    | Nottingham Forest            | FLC                          | 1          | 0          | FACup+CdL       | 1+1             | 0               | -                  | -                  | -                  | -           | -           | -           | 3      | 0      |
| 2021-2022                    | Omonia                       | A                            | 14+7       | 0          | CC              | 6               | 0               | UEL+UECL           | 2+4                | 0                  | SC          | -           | -           | 33     | 0      |
| 2022-2023                    | Omonia                       | A                            | 17+4       | 0          | CC              | 6               | 0               | UEL                | 3                  | 0                  | SC          | 1           | 0           | 31     | 0      |
| 2023-2024                    | Omonia                       | A                            | 14         | 0          | CC              | 0               | 0               | UECL               | 4                  | 0                  | SC          | 1           | 0           | 19     | 0      |
| Totale Omonia                | Totale Omonia                | Totale Omonia                | 56         | 0          |                 | 12              | 0               |                    | 13                 | 0                  |             | 2           | 0           | 83     | 0      |
| Totale carriera              | Totale carriera              | Totale carriera              | 340        | 5          |                 | 55              | 1               |                    | 54                 | 1                  |             | 8           | 0           | 457    | 7      |

### Cronologia presenze e reti in nazionale
| Cronologia completa delle presenze e delle reti in nazionale ― Comore | Cronologia completa delle presenze e delle reti in nazionale ― Comore | Cronologia completa delle presenze e delle reti in nazionale ― Comore | Cronologia completa delle presenze e delle reti in nazionale ― Comore | Cronologia completa delle presenze e delle reti in nazionale ― Comore | Cronologia completa delle presenze e delle reti in nazionale ― Comore | Cronologia completa delle presenze e delle reti in nazionale ― Comore | Cronologia completa delle presenze e delle reti in nazionale ― Comore |
| Data                                                                  | Città                                                                 | In casa                                                               | Risultato                                                             | Ospiti                                                                | Competizione                                                          | Reti                                                                  | Note                                                                  |
| --------------------------------------------------------------------- | --------------------------------------------------------------------- | --------------------------------------------------------------------- | --------------------------------------------------------------------- | --------------------------------------------------------------------- | --------------------------------------------------------------------- | --------------------------------------------------------------------- | --------------------------------------------------------------------- |
| 5-3-2014                                                              | Martigues                                                             | Burkina Faso                                                          | 1 – 1                                                                 | Comore                                                                | Amichevole                                                            | -                                                                     |                                                                       |
| 18-5-2014                                                             | Nairobi                                                               | Kenya                                                                 | 1 – 0                                                                 | Comore                                                                | Qual. Coppa d'Africa 2015                                             | -                                                                     |                                                                       |
| 30-5-2014                                                             | Moroni                                                                | Comore                                                                | 1 – 1                                                                 | Kenya                                                                 | Qual. Coppa d'Africa 2015                                             | -                                                                     | 85’                                                                   |
| 13-6-2015                                                             | Ouagadougou                                                           | Burkina Faso                                                          | 2 – 0                                                                 | Comore                                                                | Qual. Coppa d'Africa 2017                                             | -                                                                     | 70’                                                                   |
| 13-11-2015                                                            | Moroni                                                                | Comore                                                                | 0 – 0                                                                 | Ghana                                                                 | Qual. Mondiali 2018                                                   | -                                                                     | 63’                                                                   |
| 17-11-2015                                                            | Kumasi                                                                | Ghana                                                                 | 2 – 0                                                                 | Comore                                                                | Qual. Mondiali 2018                                                   | -                                                                     | 70’                                                                   |
| 4-9-2016                                                              | Kampala                                                               | Uganda                                                                | 1 – 0                                                                 | Comore                                                                | Qual. Coppa d'Africa 2017                                             | -                                                                     |                                                                       |
| 11-11-2016                                                            | Tunisi                                                                | Togo                                                                  | 2 – 2                                                                 | Comore                                                                | Amichevole                                                            | -                                                                     | 61’                                                                   |
| 15-11-2016                                                            | Tunisi                                                                | Gabon                                                                 | 1 – 1                                                                 | Comore                                                                | Amichevole                                                            | -                                                                     | 89’                                                                   |
| 24-3-2017                                                             | Mitsamiouli                                                           | Comore                                                                | 2 – 0                                                                 | Mauritius                                                             | Qual. Coppa d'Africa 2019                                             | -                                                                     |                                                                       |
| 28-3-2017                                                             | Belle Vue Maurel                                                      | Mauritius                                                             | 1 – 1                                                                 | Comore                                                                | Qual. Coppa d'Africa 2019                                             | -                                                                     |                                                                       |
| 10-6-2017                                                             | Lilongwe                                                              | Malawi                                                                | 1 – 0                                                                 | Comore                                                                | Qual. Coppa d'Africa 2019                                             | -                                                                     |                                                                       |
| 6-10-2017                                                             | La Marsa                                                              | Mauritania                                                            | 0 – 1                                                                 | Comore                                                                | Amichevole                                                            | -                                                                     |                                                                       |
| 11-11-2017                                                            | Saint-Leu-la-Forêt                                                    | Comore                                                                | 1 – 1                                                                 | Madagascar                                                            | Amichevole                                                            | -                                                                     | 90’                                                                   |
| 8-9-2018                                                              | Mitsamiouli                                                           | Comore                                                                | 1 – 1                                                                 | Camerun                                                               | Qual. Coppa d'Africa 2019                                             | -                                                                     |                                                                       |
| 13-10-2018                                                            | Casablanca                                                            | Marocco                                                               | 1 – 0                                                                 | Comore                                                                | Qual. Coppa d'Africa 2019                                             | -                                                                     | 17’                                                                   |
| 16-10-2018                                                            | Mitsamiouli                                                           | Comore                                                                | 2 – 2                                                                 | Marocco                                                               | Qual. Coppa d'Africa 2019                                             | -                                                                     |                                                                       |
| 17-11-2018                                                            | Moroni                                                                | Comore                                                                | 2 – 1                                                                 | Malawi                                                                | Qual. Coppa d'Africa 2019                                             | -                                                                     |                                                                       |
| 23-3-2019                                                             | Yaoundé                                                               | Camerun                                                               | 3 – 0                                                                 | Comore                                                                | Qual. Coppa d'Africa 2019                                             | -                                                                     |                                                                       |
| 6-9-2019                                                              | Moroni                                                                | Comore                                                                | 1 – 1                                                                 | Togo                                                                  | Qual. Mondiali 2022                                                   | -                                                                     | 42’                                                                   |
| 10-9-2019                                                             | Lomé                                                                  | Togo                                                                  | 2 – 0                                                                 | Comore                                                                | Qual. Mondiali 2022                                                   | -                                                                     |                                                                       |
| 12-10-2019                                                            | Versailles                                                            | Comore                                                                | 1 – 0                                                                 | Guinea                                                                | Amichevole                                                            | -                                                                     |                                                                       |
| 14-11-2019                                                            | Lomé                                                                  | Togo                                                                  | 0 – 1                                                                 | Comore                                                                | Qual. Coppa d'Africa 2021                                             | -                                                                     |                                                                       |
| 18-11-2019                                                            | Moroni                                                                | Comore                                                                | 0 – 0                                                                 | Egitto                                                                | Qual. Coppa d'Africa 2021                                             | -                                                                     | 49’                                                                   |
| 25-3-2021                                                             | Iconi                                                                 | Comore                                                                | 0 – 0                                                                 | Togo                                                                  | Qual. Coppa d'Africa 2021                                             | -                                                                     | 58’                                                                   |
| 29-3-2021                                                             | Il Cairo                                                              | Egitto                                                                | 4 – 0                                                                 | Comore                                                                | Qual. Coppa d'Africa 2021                                             | -                                                                     | 63’                                                                   |
| 1-9-2021                                                              | Iconi                                                                 | Comore                                                                | 7 – 1                                                                 | Seychelles                                                            | Amichevole                                                            | -                                                                     | 56’                                                                   |
| 7-9-2021                                                              | Iconi                                                                 | Comore                                                                | 1 – 0                                                                 | Burundi                                                               | Amichevole                                                            | -                                                                     | 89’                                                                   |
| 13-11-2021                                                            | Sapanca                                                               | Comore                                                                | 2 – 0                                                                 | Sierra Leone                                                          | Amichevole                                                            | -                                                                     | 40’                                                                   |
| 10-1-2022                                                             | Yaoundé                                                               | Comore                                                                | 0 – 1                                                                 | Gabon                                                                 | Coppa d'Africa 2021 - 1º turno                                        | -                                                                     | 46’                                                                   |
| 14-1-2022                                                             | Yaoundé                                                               | Marocco                                                               | 2 – 0                                                                 | Comore                                                                | Coppa d'Africa 2021 - 1º turno                                        | -                                                                     | 90’                                                                   |
| 18-1-2022                                                             | Garoua                                                                | Ghana                                                                 | 2 – 3                                                                 | Comore                                                                | Coppa d'Africa 2021 - 1º turno                                        | -                                                                     | 90’                                                                   |
| 24-1-2022                                                             | Yaoundé                                                               | Camerun                                                               | 2 – 1                                                                 | Comore                                                                | Coppa d'Africa 2021 - Ottavi di finale                                | -                                                                     | 82’ 88’                                                               |
| 25-3-2022                                                             | Iconi                                                                 | Comore                                                                | 2 – 1                                                                 | Etiopia                                                               | Amichevole                                                            | -                                                                     |                                                                       |
| 3-6-2022                                                              | Iconi                                                                 | Comore                                                                | 2 – 0                                                                 | Lesotho                                                               | Qual. Coppa d'Africa 2023                                             | -                                                                     |                                                                       |
| 7-6-2022                                                              | Lusaka                                                                | Zambia                                                                | 2 – 1                                                                 | Comore                                                                | Qual. Coppa d'Africa 2023                                             | -                                                                     | 73’                                                                   |
| 22-9-2022                                                             | Croissy-sur-Seine                                                     | Comore                                                                | 0 – 1                                                                 | Tunisia                                                               | Amichevole                                                            | -                                                                     |                                                                       |
| 27-9-2022                                                             | Casablanca                                                            | Burkina Faso                                                          | 2 – 1                                                                 | Comore                                                                | Amichevole                                                            | -                                                                     | 63’                                                                   |
| 28-3-2023                                                             | Moroni                                                                | Comore                                                                | 0 – 2                                                                 | Costa d'Avorio                                                        | Qual. Coppa d'Africa 2023                                             | -                                                                     | 75’                                                                   |
| 17-6-2023                                                             | Johannesburg                                                          | Lesotho                                                               | 0 – 1                                                                 | Comore                                                                | Qual. Coppa d'Africa 2023                                             | -                                                                     |                                                                       |
| 9-9-2023                                                              | Iconi                                                                 | Comore                                                                | 1 – 1                                                                 | Zambia                                                                | Qual. Coppa d'Africa 2023                                             | -                                                                     |                                                                       |
| Totale                                                                |                                                                       | Presenze                                                              | 41                                                                    |                                                                       | Reti                                                                  | 0                                                                     |                                                                       |

## Palmarès

### Club

#### Competizioni nazionali
- Coppa di Svezia: 1

Östersund: 2016-2017
- Coppa di Cipro: 2

Omonia: 2021-2022, 2022-2023